# Крюков, Григорий Васильевич
Григорий Васильевич Крюков (1837—1917) — генерал от инфантерии, герой русско-турецкой войны 1877—1878 годов, командир 19-го армейского корпуса.

## Биография
Родился 14 июня 1837 года.
Образование получил в Павловском кадетском корпусе, из которого выпущен 16 июня 1856 года прапорщиком в лейб-гвардии Гатчинский полк. Вслед за тем он сдал вступительные экзамены в Николаевскую академию Генерального штаба, которую окончил по 2-му разряду в 1861 году. Во время учёбы получил чин подпоручика (15 декабря 1860 года) а после выпуска был произведён в поручики (17 апреля 1862 года). Принимал участие в кампании 1863 года в Польше.
Назначенный в Александровское военное училище Крюков прослужил в нём без малого двенадцать лет, там он командовал ротой и батальоном. За это время он последовательно получил чины штабс-капитана (30 августа 1863 года), капитана (30 августа 1868 года) и полковника (30 августа 1871 года).
После начала в 1877 году русско-турецкой войны Крюков 10 сентября был назначен командиром 12-го гренадерского Астраханского полка, во главе которого отличился под Плевной и 7 апреля 1878 года был награждён орденом св. Георгия 4-й степени
В воздаяние за отличие, оказанное в сражении против Турок при взятии Плевны, 28 Ноября 1877 г., где, руководя лично ротами 2 баталиона своего полка, взял с боя захваченные неприятелем 6 наших и 2 неприятельских орудия и знамя.
Кроме того Крюков был удостоен особой благодарственной телеграммы от наследника цесаревича Александра Александровича. В 1879 году он получил орден св. Владимира 3-й степени с мечами.
Астраханским гренадерским полком Крюков командовал до 7 апреля 1886 года, когда был произведён в генерал-майоры и назначен состоять для особых поручений при командующем войсками Московского военного округа. 18 сентября 1890 года он получил в командование 2-ю бригаду 1-й гренадерской дивизии, а 9 октября 1894 года возглавил 38-ю пехотную дивизию. 14 мая 1896 года произведён в генерал-лейтенанты.
24 октября 1900 года Крюков был назначен командиром 19-го армейского корпуса, 29 ноября 1903 года отчислен от занимаемой должности и назначен членом Александровского комитета о раненых, 6 декабря 1906 года произведён в генералы от инфантерии. Во время Первой мировой войны Крюков был товарищем председателя георгиевского комитета.
Скончался 28 сентября 1917 года в Петрограде. Похоронен на Митрофаниевском кладбище.

## Награды
Среди прочих наград Крюков имел ордена:
- Орден Святой Анны 3-й степени (1866 год)
- Орден Святого Станислава 2-й степени (1868 год, императорская корона к этому ордену пожалована в 1870 году)
- Орден Святого Владимира 4-й степени (1872 год, за беспорочную выслугу 25 лет в офицерских чинах)
- Орден Святой Анны 2-й степени (1874 год)
- Орден Святого Георгия (7 апреля 1878 года)
- Орден Святого Владимира 3-й степени с мечами (1879 год)
- Орден Святого Станислава 1-й степени (1889 год)
- Орден Святой Анны 1-й степени (1893 год)
- Орден Святого Владимира 2-й степени (1901 год)
- Орден Белого орла (6 декабря 1904 года)
- Орден Святого Александра Невского (16 июня 1906 года, алмазные знаки к этому ордену пожалованы в 1911 году)